# 松青超市 (台灣)
松青超市，為原臺灣味全集團與日本松青超市於1986年合資成立的連鎖超市。2015年11月12日，味全舉行董事會，會中通過以4.5億元出售松青超市讓與全聯福利中心。

## 簡介
松青超市成立於1986年，原隸屬於味全集團，產地收送由關係企業的「中國青年商店股份有限公司」負責，物流配銷則由關係企業旗下的「康國行銷股份有限公司」統籌。後以『松青超市』與『MATSUSEI』雙品牌經營，MATSUSEI鎖定高消費族群。在被全聯福利中心收購前，全國共有69家松青超市與松青超市雙品牌門市，並設有多間百貨市場門店。2015年11月味全董事會通過出售松青股權讓與全聯福利中心，2016年1月公平交易委員會決議通過兩家企業結合。

## 大事紀
- 1986年：臺灣味全食品與日本松青株式會社（後更名為FRESSAY）合資成立「松青商業股份有限公司」。
- 1986年11月：於臺北市設立第一家門市（信義店）。
- 1991年：通過CAS審核，為第一家販賣優良國產黑豬肉品的生鮮超市。
- 2002年：建立會員卡制度。
- 2003年：中國青年商店（中青）五股現代化生鮮物流中心正式啟動。
- 2004年5月：新型MATSUSEI二代店型天母旗艦店正式開幕營運。
- 2004年6月：與丸久超市正式合併，大幅增加中部地區門市[2]。
- 2005年6月：位於太平洋百貨雙和店地下二樓的松青雙和店開幕，為松青MATSUSEI品牌首次進駐百貨賣場。
- 2006年2月：民有市場旗艦門市在臺北市市長馬英九蒞臨下，正式開幕[3]。
- 2006年10月：松青二十週年慶，以打造『21世紀現代化連鎖超市』為主軸，宣示松青將要打造新一代連鎖超市。
- 2007年2月：位於大統百貨和平店地下一樓的松青（高雄）和平店開幕，為首度於南部地區展店。[4]
- 2008年5月：位於環球購物中心中和店地下二樓的松青（中和）環球店開幕。[5]
- 2008年6月：位於太平洋SOGO百貨中壢店中央新館地下二樓的松青中壢店開幕。
- 2008年7月：位於漢神巨蛋購物廣場地下一樓的松青MATSUSEI（高雄）漢神店開幕，漢神店是松青超市二代旗艦店型，同時也是全台賣場規模最大的松青門市，店內特色有熟食部門專賣日式烤物、炸物、可樂餅、日式便當等等熟食商品，還有水產部門的壽司專區，畜產部門以澳洲和牛為特色。
- 2008年10月：位於太平洋百貨屏東店地下一樓的松青屏東店開幕。[6]
- 2009年11月：位於德安百貨台南店地下一樓的松青府城店開幕。
- 2010年8月：位於臺北市大安區，第一家松青精緻生活型店鋪四維店開幕。[7]
- 2013年6月：位於廣三SOGO百貨地上十三樓的松青（台中）廣三店開幕，為全國最高樓層超市。
- 2014年8月：位於板橋亞東會館內，與相關企業德克士炸雞、布列德麵包並立的精緻生活型店鋪（板橋）亞東店開幕。
- 2014年8月：位於捷運新埔站三猿廣場地下一樓的松青（板橋）新埔店開幕。
- 2015年11月12日：味全舉行董事會，會中通過以4.5億元出售松青超市99.59%股權（包含松青商標、店內設備等）讓與全聯實業股份有限公司，預計2015年12月31日完成交易。[8][9]
- 2015年12月中旬：部分門市因租約到期而結束營業，位在內湖總公司樓下的門市會是全台灣營業到最後的松青，預計北中南各有一個營業據點維持到農曆過年前後才關門，方便會員處理後續點數問題。[10]。
- 2016年1月27日：公平會決議通過兩家企業結合。公平會表示，本案結合對於相關市場結構及競爭情形並無顯著影響，消費者不致因本案結合而權益受損，且得維持原有購物便利性。[11]